# Fédération des cercles catholiques et des associations conservatrices
La Fédération des Cercles catholiques et des Associations conservatrices est un ancien parti politique belge créé en 1885 à la suite de la victoire de l’Union pour le redressement des griefs aux élections législatives de 1884.
Il fait place à l’Union catholique belge en 1921. 
La FCC avait pour but de coordonner les cartels conservateurs locaux.